# Pogobol
Pogobol produzido pela Estrela no Brasil
Pogobol, conhecido nos Estados Unidos como Lolo Ball, POGO BAL, Springbal, Lolobal, Disc-O, Pogo ball e Pogo-It, é um brinquedo. Consiste em uma bola de borracha em forma de oito sem costura, travada em uma plataforma de plástico resistente e com suporte estrutural. Para brincar com o Pogobol a pessoa fica de pé na plataforma de plástico, equilibrando o peso na parte inferior da bola de borracha e pulando da mesma maneira que usaria um pula-pula.
O brinquedo foi inventado pelos belgas Van Der Cleyen e Ribbens em 1969, tornando-se moda em meados da década de 1980, quando foi produzido em massa pela Hasbro. A Hasbro produziu o brinquedo até o início dos anos 1990, com produtos similares sendo produzidos por outros fabricantes. Um dos exemplos atuais de um Pogobol moderno é o Pogo-It da Little Tikes, lançado em 2017. Essa versão possui dois modos de jogo, e um visual mais colorido, incluindo luzes de LED. 
O Pogobol foi lançado no Brasil pela Estrela em 1987, fazendo muito sucesso na década de 1990. Em 2018, a empresa divulgou, durante a Comic Con Experience (CCXP) que em 2019 iria relançar o brinquedo.
Seu formato consiste em uma esfera entre um disco, disco esse que serve de apoio para os pés dando impulso para o salto.
Em 2015, o Pogobol apareceu na lista "30 brinquedos dos anos 80 para matar a saudade" do site UOL, em 2017 na lista "15 ícones da infância dos anos 80, 90 e 2000" do site Bol, e em 2019, na lista "Os 100 brinquedos mais icônicos para recordar sua infância" do site Jetss.